# EC 1.1.99
La EC 1.1.99 è una sotto-sottoclasse della classificazione EC relativa agli enzimi. Si tratta di una sottoclasse delle ossidoreduttasi che include enzimi che agiscono su donatori di tipo CH-OH (alcoli) utilizzando un citocromo come accettore.

## Enzimi appartenenti alla sotto-sottoclasse
| numero EC    | nome accettato                                  |
| ------------ | ----------------------------------------------- |
| EC 1.1.99.1  | colina deidrogenasi                             |
| EC 1.1.99.2  | 2-idrossiglutarato deidrogenasi                 |
| EC 1.1.99.3  | gluconato 2-deidrogenasi (accettore)            |
| EC 1.1.99.4  | deidrogluconato deidrogenasi                    |
| EC 1.1.99.5  | glicerolo-3-fosfato deidrogenasi                |
| EC 1.1.99.6  | D-2-idrossiacido deidrogenasi                   |
| EC 1.1.99.7  | lattato-malato transidrogenasi                  |
| EC 1.1.99.8  | alcol deidrogenasi (accettore)                  |
| EC 1.1.99.9  | piridossina 5-deidrogenasi                      |
| EC 1.1.99.10 | glucosio deidrogenasi (accettore)               |
| EC 1.1.99.11 | fruttosio 5-deidrogenasi                        |
| EC 1.1.99.12 | sorbosio deidrogenasi                           |
| EC 1.1.99.13 | glucoside 3-deidrogenasi                        |
| EC 1.1.99.14 | glicolato deidrogenasi                          |
| EC 1.1.99.16 | malato deidrogenasi (accettore)                 |
| EC 1.1.99.18 | cellobiosio deidrogenasi (accettore)            |
| EC 1.1.99.20 | alcano-1-olo deidrogenasi (accettore)           |
| EC 1.1.99.21 | D-sorbitolo deidrogenasi (accettore)            |
| EC 1.1.99.22 | glicerolo deidrogenasi (accettore)              |
| EC 1.1.99.23 | polivinil-alcol deidrogenasi (accettore)        |
| EC 1.1.99.24 | idrossiacido-ossoacido transidrogenasi          |
| EC 1.1.99.25 | chinato deidrogenasi (pirrolochinolina-chinone) |
| EC 1.1.99.26 | 3-idrossicicloesanone deidrogenasi              |
| EC 1.1.99.27 | (R)-pantolattone deidrogenasi                   |
| EC 1.1.99.28 | glucosio-fruttosio ossidoreduttasi              |
| EC 1.1.99.29 | piranosio deidrogenasi (accettore)              |
| EC 1.1.99.30 | 2-ossoacido reduttasi                           |